# Platybletes bifidus
Platybletes bifidus är en skalbaggsart som beskrevs av Vienna 1985. Platybletes bifidus ingår i släktet Platybletes och familjen stumpbaggar. Inga underarter finns listade i Catalogue of Life.